# أديبايو أكينفينوا
أديبايو أكينفينوا (بالإنجليزية: Adebayo Akinfenwa)‏ (10 مايو 1982) هو لاعب كرة قدم بريطاني معتزل كان يلعب كمهاجم.

## وصلات خارجية
أديبايو أكينفينوا على موقع إي إس بي إن إف سي (الإنجليزية)
- أديبايو أكينفينوا على موقع قاعدة بيانات كرة القدم.إي يو (الإنجليزية)
- أديبايو أكينفينوا على موقع ليكيب (الفرنسية)
- أديبايو أكينفينوا على موقع Soccerbase.com (لاعب) (الإنجليزية)
- أديبايو أكينفينوا على موقع Soccerway.com (الإنجليزية)
- أديبايو أكينفينوا على موقع عالم كرة القدم.نت (الإنجليزية)